# Luigi Galliani
Luigi Galliani (Martinengo, 19 gennaio 1921 – Martinengo, 1º ottobre 2012) è stato un calciatore italiano, di ruolo attaccante.

## Carriera
Cresce nel settore giovanile dell'Ardens Bergamo, con la cui maglia esordisce anche nei campionati professionistici nella stagione 1939-1940, in cui gioca 17 partite in Serie C, segnando una rete.
Non ancora ventenne, nella stagione 1940-1941 passa al Seregno, con cui segna 4 reti in 27 partite; dopo una seconda annata con la squadra milanese, questa volta con 17 presenze e un gol, passa al Pavia, con cui disputa 5 partite mettendo a segno una rete.
Durante la guerra gioca nel Campionato Alta Italia con l'Atalanta Bergamasca Calcio, scendendo in campo in un'unica occasione, il 19 marzo 1944 contro il Brescia.
Dopo la fine delle ostilità gioca per tre stagioni consecutive in Serie B con il Seregno, per poi passare al Fanfulla, con cui prima vince un campionato di Serie C da protagonista nella stagione 1948-1949 (38 presenze e 2 gol) e poi conquista la salvezza in Serie B l'anno seguente, durante il quale gioca altre 28 partite, senza segnare alcuna rete; a fine stagione si ritira dal calcio giocato.
In carriera ha giocato complessivamente 71 partite in Serie B, con 5 gol segnati, oltre ad una partita in massima serie.

## Palmarès

### Club

#### Competizioni nazionali
- Serie C: 1

Fanfulla: 1948-1949